# Emma Kullberg
Emma Nanny Charlotte Kullberg (Umeå, Suecia; 25 de septiembre de 1991) es una futbolista sueca. Juega como defensora en el BK Häcken de la Damallsvenskan de Suecia. Es internacional con la selección de Suecia.

## Trayectoria
Kullberg se unió al Kopparbergs/Göteborg FC en octubre de 2019 tras una exitosa temporada en la Damallsvenskan 2019 con el KIF Örebro DFF en la que jugó en los 22 partidos de la liga y más tarde fue convocada a la selección nacional.

## Selección nacional
El 7 de noviembre de 2019, Kullberg debutó con la selección absoluta de Suecia, en una derrota amistosa por 3-2 ante Estados Unidos.

## Estadísticas

### Clubes
| Club                    | País   | Año         |
| ----------------------- | ------ | ----------- |
| Umeå IK                 | Suecia | 2009 - 2010 |
| Mariehem SK             | Suecia | 2010        |
| Östers IF               | Suecia | 2011        |
| Vittsjö GIK             | Suecia | 2012        |
| Umeå Södra FF           | Suecia | 2013 - 2015 |
| Team TG FF              | Suecia | 2016        |
| Umeå IK                 | Suecia | 2017        |
| Kungsbacka DFF          | Suecia | 2018        |
| KIF Örebro DFF          | Suecia | 2019        |
| Kopparbergs/Göteborg FC | Suecia | 2020        |
| BK Häcken               | Suecia | 2021 - 2021 |

## Palmarés

### Títulos internacionales
| Título                     | Equipo | Sede  | Año  |
| -------------------------- | ------ | ----- | ---- |
| Juegos Olímpicos de Verano | Suecia | Tokio | 2020 |

(*) Incluyendo la Selección

## Vida personal
Kullberg vive con la futbolista sueca Julia Zigiotti Olme.